# Ambulyx subocellata
Ambulyx subocellata är en fjärilsart som beskrevs av Felder 1874. Ambulyx subocellata ingår i släktet Ambulyx och familjen svärmare. Inga underarter finns listade i Catalogue of Life.

## Bildgalleri

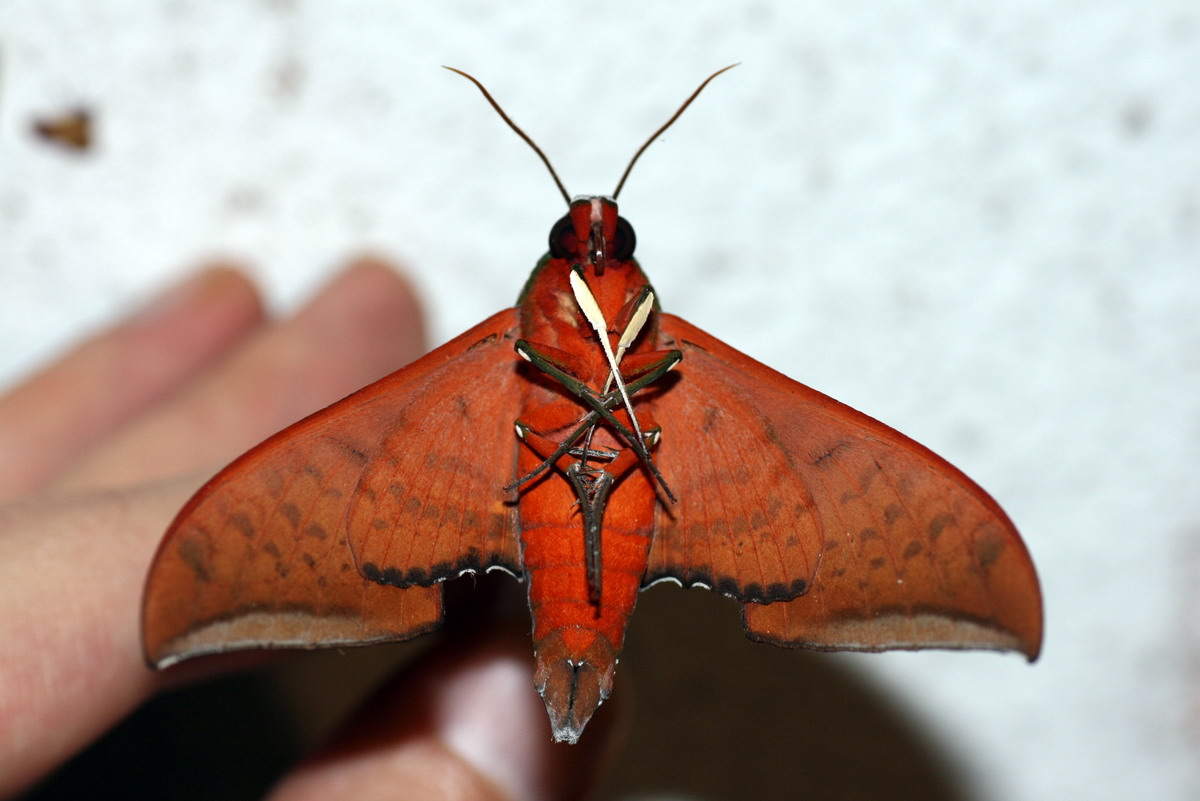
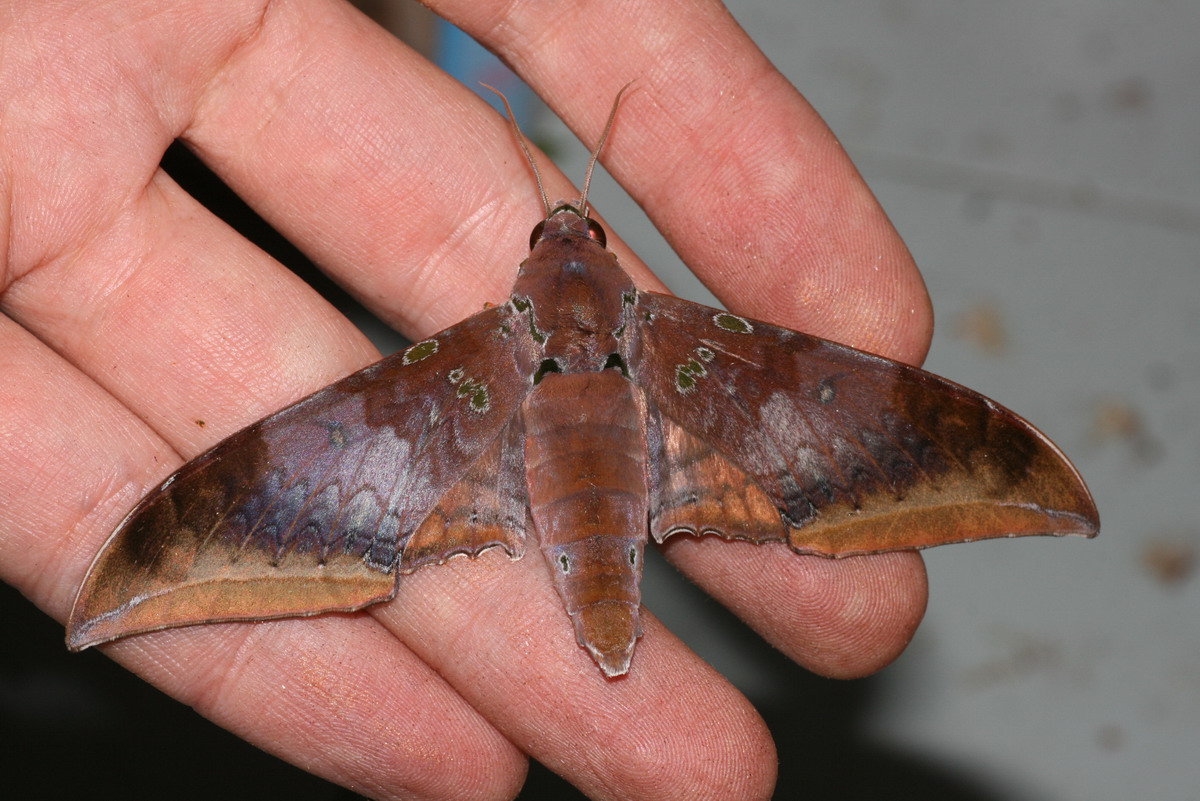